# Evangelický hřbitov Kiejsze
Evangelický hřbitov Kiejsze, polsky Cmentarz ewangelicki w Kiejszach nebo dawny cmentarz ewangelicki w Kiejszach, je bývalý evangelický hřbitov u silnice č 270 u vesnice Kiejsze, ve gmině Babiak v okrese Koło ve Velkopolském vojvodství v Polsku.

## Historie
Evangelický hřbitov Kiejsze byl založen někdy v 18. století přistěhovalci a byl využíván až do roku 1945. Místo je památkově chráněno a pečují o něj dobrovolníci.

## Další informace
Místo je celoročně volně přístupné.

## Galerie

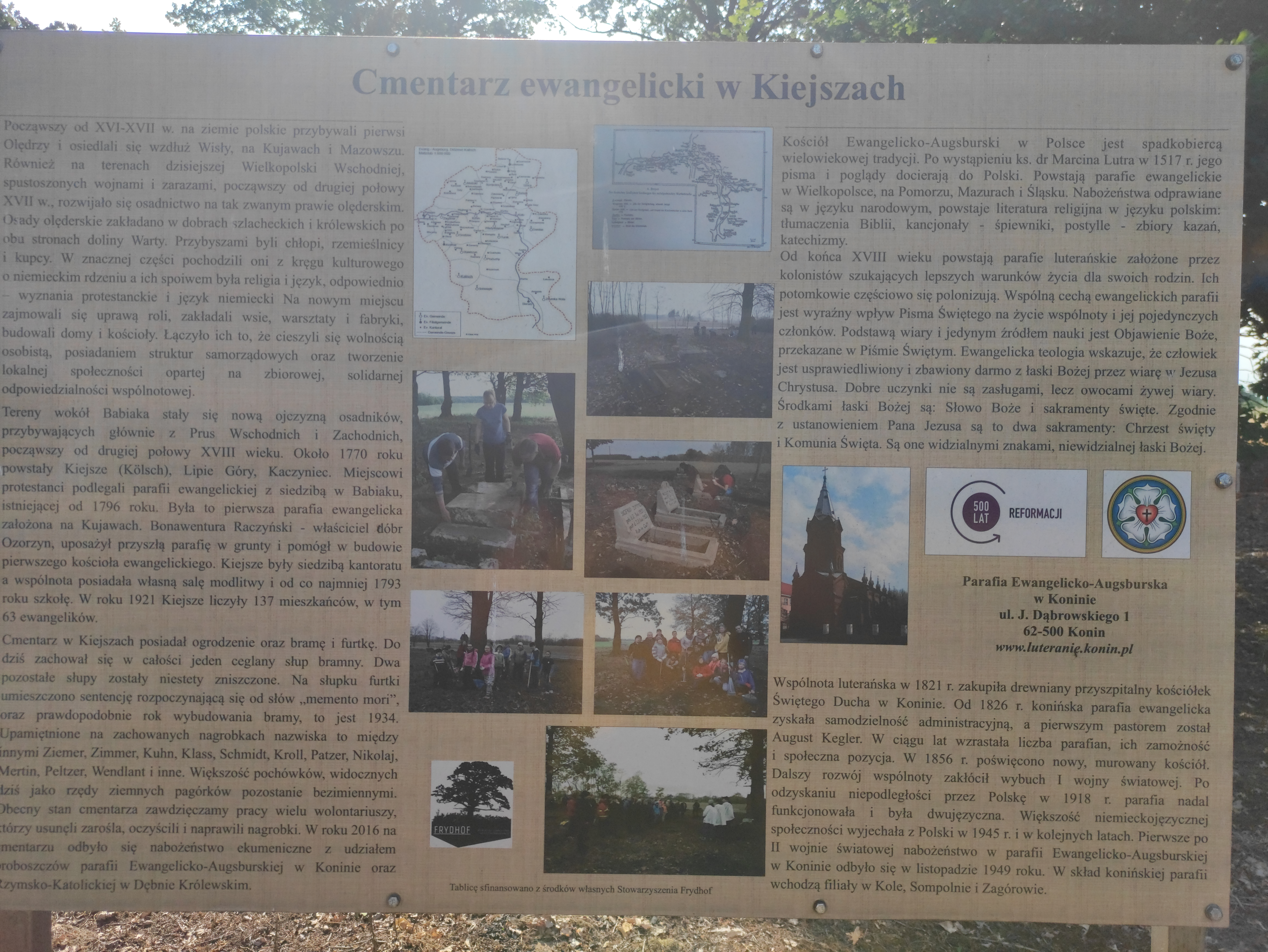
Informační panel na místě
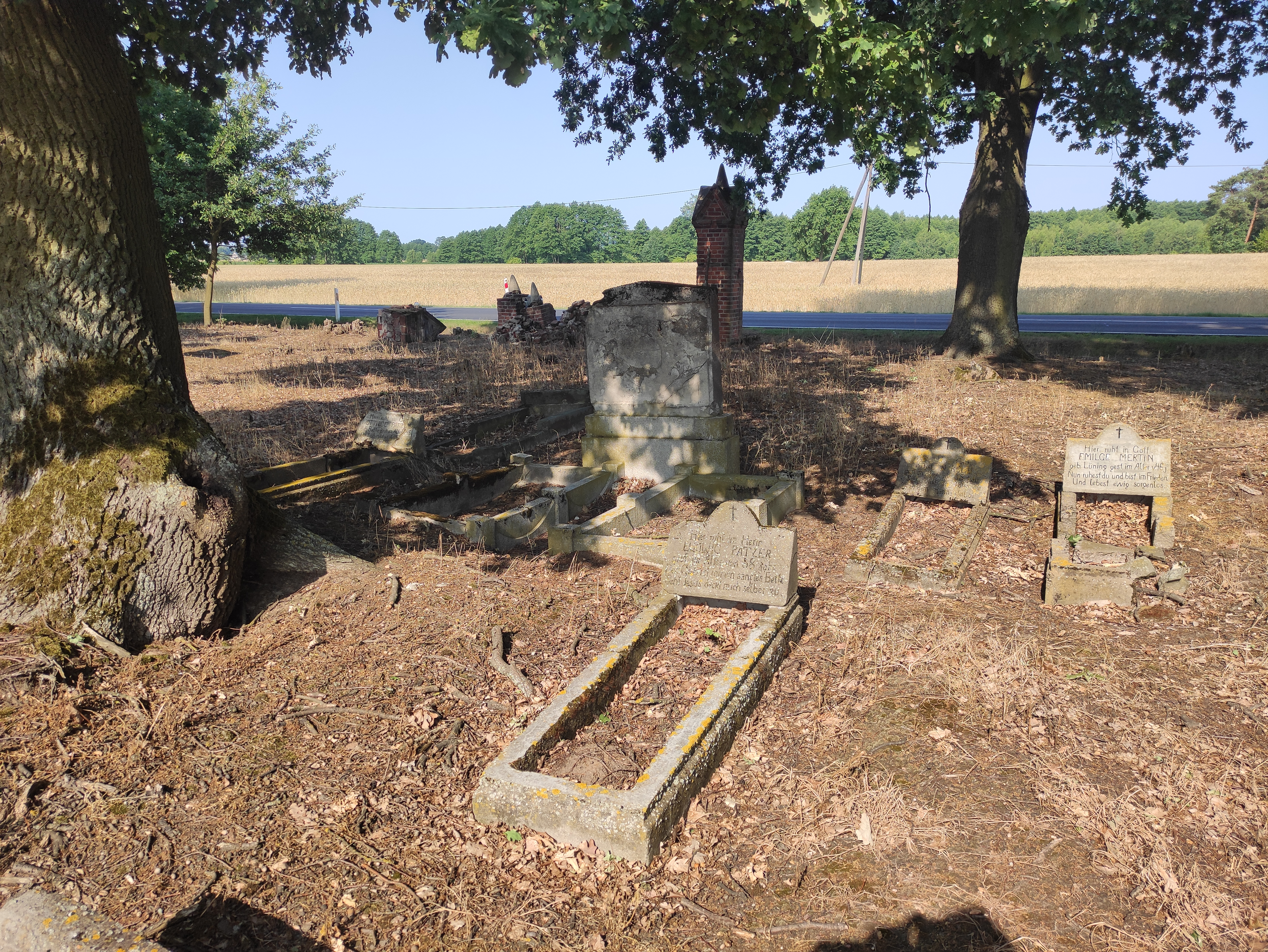
Pozůstatky náhrobků